# Maywood (Nova Jersey)
Maywood és una població dels Estats Units a l'estat de Nova Jersey. Segons el cens del 2008 tenia 9.145 habitants.

## Demografia
Segons el cens del 2000, Maywood tenia 9.523 habitants, 3.710 habitatges, i 2.626 famílies. La densitat de població era de 2.828,3 habitants/km².
Dels 3.710 habitatges en un 29,1% hi vivien nens de menys de 18 anys, en un 56,3% hi vivien parelles casades, en un 11% dones solteres, i en un 29,2% no eren unitats familiars. En el 24,9% dels habitatges hi vivien persones soles el 13,3% de les quals corresponia a persones de 65 anys o més que vivien soles. El nombre mitjà de persones vivint en cada habitatge era de 2,56 i el nombre mitjà de persones que vivien en cada família era de 3,09.
Per edats la població es repartia de la següent manera: un 21,1% tenia menys de 18 anys, un 6,2% entre 18 i 24, un 30,8% entre 25 i 44, un 24,4% de 45 a 60 i un 17,5% 65 anys o més.
L'edat mediana era de 40 anys. Per cada 100 dones de 18 o més anys hi havia 83,5 homes.
La renda mediana per habitatge era de 62.113 $ i la renda mediana per família de 73.419 $. Els homes tenien una renda mediana de 49.566 $ mentre que les dones 38.193 $. La renda per capita de la població era de 28.117 $. Aproximadament el 2,5% de les famílies i el 3,3% de la població estaven per davall del llindar de pobresa.

## Poblacions més properes
El següent diagrama mostra les poblacions més properes.